# La vida en un bloc (película)
La vida en un bloc es una película española dirigida por Luis Lucia estrenada el 1 de abril de 1956, basada en la la obra homónima de Carlos Llopis.

## Argumento
La acción transcurre en un pequeño pueblo de Zamora cuyo médico, Nicomedes Gutiérrez, hombre metódico y meticuloso, tiene la costumbre de apuntar en un bloc todo lo que acontece en su vida. Pretende casarse con Gerarda, la maestra del pueblo, aunque antes de pasar por el altar decide vivir una aventura sentimental. Esta experiencia le hará replantearse muchas cosas sobre su propia vida.

## Reparto
| Intérprete                | Personaje                                   |
| ------------------------- | ------------------------------------------- |
| Alberto Closas            | Dr. Nicomedes Gutiérrez                     |
| Elisa Montés              | Gerarda - la maestra                        |
| Mary Lamar                | Olegaria                                    |
| Encarnita Fuentes         | Pili                                        |
| Marta Mandel              | Miss Fanny                                  |
| Julia Caba Alba           | Rafaela - madre de Pili                     |
| José Luis Ozores          | Pepe                                        |
| Raúl Cancio               | Ernesto - amigote                           |
| Manuel Bermúdez 'Boliche' | Abelardo                                    |
| Joaquín Roa               | Melquiades - el brigada de la Guardia Civil |
| José Franco               | Germán - padre de Pili                      |
| Irene Caba Alba           | María - la sirvienta                        |
| Josefina Serratosa        | Herminia - mujer de Melquiades              |
| José Luis López Vázquez   | Mago Roberto                                |
| Juan Vázquez              | Alcalde                                     |
| Juan Córdoba              | Don Sebastián                               |
| Eduardo Calvo             |                                             |
| Ricardo Hurtado           |                                             |
| Emilio Alonso             |                                             |
| Luis Rivera               |                                             |
| Carmen Unceta             |                                             |
| Margarita Espinosa        |                                             |
| María Asquerino           | Calixta                                     |
| Fernando Rey              |                                             |
| Jacinto San Emeterio      |                                             |
| Ángel Álvarez             | Cura párroco                                |